# Brian Randle
Brian Randle (* 8. Februar 1985 in Peoria, Illinois) ist ein US-amerikanischer Basketballspieler. Nach dem Studium spielte Randle als professioneller Spieler ab 2008 bis auf zwei Spiele in der EuroLeague 2012/13 für Alba Berlin ausschließlich in der israelischen Ligat ha’Al und dort beinahe für alle Vereine, die in den letzten zehn Jahren einen Titel gewinnen konnten. Selbst konnte Randle 2010 mit Hapoel Galil Elyon die israelische Meisterschaft gewinnen. Seit 2014 spielt Randle für Rekordmeister Maccabi Tel Aviv, der im Vorjahr eine Triple Crown gewinnen konnten.

## Karriere
Nach dem Schulabschluss in seiner Geburtsstadt bekam Randle einen Studienplatz an der University of Illinois at Urbana-Champaign, wo er ab 2003 für die Hochschulmannschaft Fighting Illini in der Big Ten Conference der NCAA Division I spielte. 2004 verlor die Mannschaft als Titelverteidiger das Finale im Big Ten-Meisterschaftsturnier gegen die Badgers der University of Wisconsin–Madison und im landesweiten NCAA-Endrundenturnier in der Achtelfinalrunde Sweet Sixteen gegen die topgesetzten Blue Devils der Duke University. Nach einer Handverletzung setzte Randle das folgende Jahr als „redshirted“ aus, in dem die Fighting Illini mit dem späteren NBA All-Star und Olympiasieger Deron Williams ein weiteres Mal das Big Ten-Turnier gewannen und erst im Finale der „March Madness“ genannten NCAA-Endrunde gegen die Tar Heels der University of North Carolina at Chapel Hill unterlagen. Nachdem Williams in die am höchsten dotierte Profiliga National Basketball Association (NBA) gegangen war, schied man im NCAA-Endrundenturnier 2006 bereits in der zweiten Runde aus. Anschließend verließen auch Dee Brown und James Augustine die Mannschaft, um eine professionelle Karriere zu starten. 2007 reichte es noch einmal zur Teilnahme am Endrundenturnier, bei dem man bereits in der ersten Runde ausschied. Ein Jahr später waren die Fighting Illini in Randles letztem Collegejahr nach acht aufeinanderfolgenden Endrundenteilnahmen nicht mehr qualifiziert, wenngleich man am Saisonende noch einmal das Finale im Big Ten-Meisterschaftsturnier erreichte, das erneut gegen die Wisconsin Badgers verloren ging.
Nachdem Randle in der NBA-Draft 2008 von keinem Klub der NBA ausgewählt worden war, startete er eine professionelle Karriere beim Fusionsklub Hapoel aus Gan Ner im israelischen Nordbezirk. In der Ligat ha’Al bezwang man als Hauptrundenfünfter im Play-off-Viertelfinale in einer dramatischen Best-of-Five-Serie mit zwei Verlängerungsspielen Titelverteidiger Hapoel Holon in fünf Spielen. Beim Final-Four-Turnier um den Titel unterlag man im Halbfinale knapp mit zwei Punkten Unterschied 70:72 dem hohen Favoriten und Rekordmeister Maccabi Tel Aviv, der sich mit Randles ehemaligen Illini-Mannschaftskameraden Dee Brown im Finale den Titel zurückholen konnte. Die späteren Bundesligaspieler Brian Roberts und Bradley Buckman verließen den Verein, aber mit Jeremy Pargo und Isaiah Swann blieb Gilboa Galil in den Play-offs der folgenden Saison ungeschlagen und konnte im Finale des Final-Four-Turniers Titelverteidiger Maccabi Tel Aviv überraschen, der zuvor in der regulären Saison nur ein Spiel gegen eine israelische Mannschaft verloren hatte. Nachdem Mannschaftskamerad Elishay Kadir bereits als „Spieler der Saison“ ausgezeichnet worden war, gewann Randle die Auszeichnung als MVP des Finalturniers. Bis auf Gal Mekel verließen jedoch alle wichtigen Spieler den neuen Meister; während Pargo und Kadir zum Finalverlierer Maccabi Tel Aviv gingen, wechselte Randle zu Hapoel aus Jerusalem. Zusammen mit Yogev Ohayon, der anschließend auch zu Maccabi Tel Aviv wechselte, verlor Jerusalem jedoch das Halbfinale 2011 gegen Titelverteidiger Gilboa Galil. Wie ein Jahr zuvor schied Hapoel Jerusalem auch im Eurocup 2011/12 bereits nach der Vorrunde aus und als Hauptrundenvierter im nationalen Play-off-Viertelfinale 2012 gegen Hapoel Holon.
Nachdem Randle zu Beginn der Saison 2012/13 zunächst ohne Vertrag war, bekam er Mitte Oktober 2012 einen Vertrag beim deutschen Erstligisten Alba Berlin als Ersatz für seinen verletzten Landsmann Nathan Peavy. Randle, der zunächst nur in zwei Spielen der EuroLeague 2012/13 eingesetzt worden war, verletzte sich jedoch selbst und verließ den Verein ohne weitere Einsätze insbesondere in der Basketball-Bundesliga im Februar 2013, als er nach Ende seines befristeten Vertrages zu Hapoel aus Tel Aviv wechselte. Der Erstliga-Rückkehrer Hapoel Tel Aviv verlor als Hauptrundenachter am Saisonende in den Play-offs gegen den Lokalrivalen und Titelverteidiger Maccabi Tel Aviv. Zur folgenden Saison wechselte Randle zum Überraschungsmeister Maccabi aus Haifa, der ähnlich wie Galil Gilboa drei Jahre zuvor mit Gal Mekel, der in die NBA gewechselt war, und Pat Calathes wichtige Spieler verloren hatte. Im Eurocup 2013/14 verpasste die Mannschaft am letzten Zwischenrundenspieltag die Qualifikation für das Achtelfinale durch eine hohe Heimniederlage gegen den bereits qualifizierten BK Chimki, der mit Randles Studienkollegen James Augustine dann in der folgenden Runde am späteren Titelgewinner Valencia BC scheiterte. In der nationalen Meisterschaft konnte Maccabi Haifa als Hauptrundendritter in der Halbfinalserie Randles ehemalige Mannschaft Hapoel Jerusalem bezwingen. Damit kam es zur Neuauflage des Vorjahresfinales zwischen Titelverteidiger Maccabi Haifa und dem neuen EuroLeague-Champion Maccabi Tel Aviv, das erstmals wieder nicht als einzelnes Spiel ausgetragen wurde. Nach einer Niederlage mit vier Punkten Differenz im Hinspiel konnte Titelverteidiger Haifa im Rückspiel in Tel Aviv die Differenz nach regulärer Spielzeit aufholen, doch ein Shotblock von Alex Tyus im letzten Angriff der ersten Verlängerung verhinderte eine weitere Verlängerung und sicherte Maccabi Tel Aviv die Triple Crown und die Revanche für die Finalniederlage ein Jahr zuvor. Anschließend wechselte Randle zum israelischen Meister, der ebenfalls einen personellen Umbruch nach dem Wechsel von Trainer David Blatt in die NBA eingeleitet hatte. Bei Maccabi Tel Aviv unterschrieb Randle einen Zweijahresvertrag und spielt wieder zusammen mit Yogev Ohayon und Rückkehrer Jeremy Pargo.